# Штучна вощина

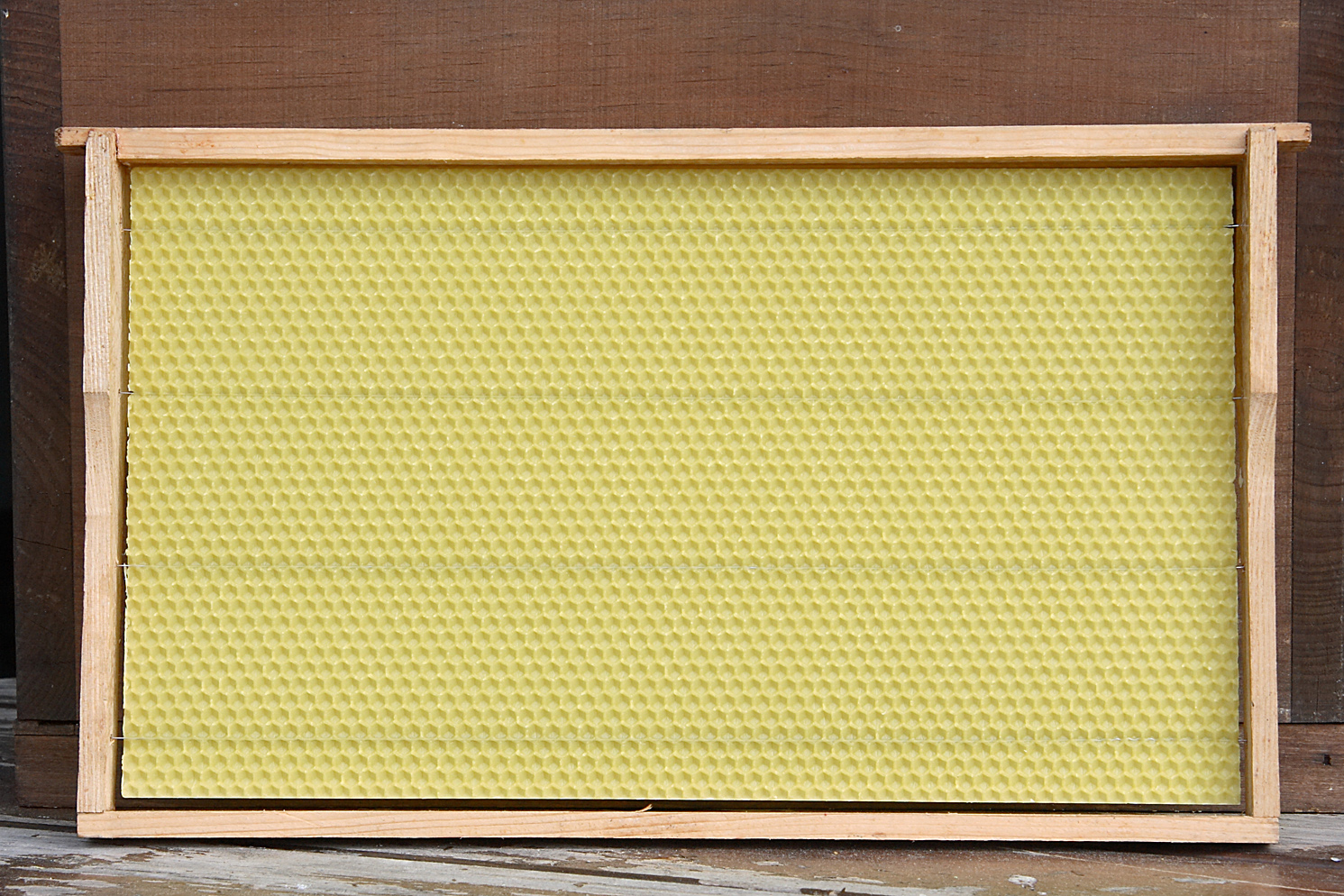
Вощина, закріплена в рамці.

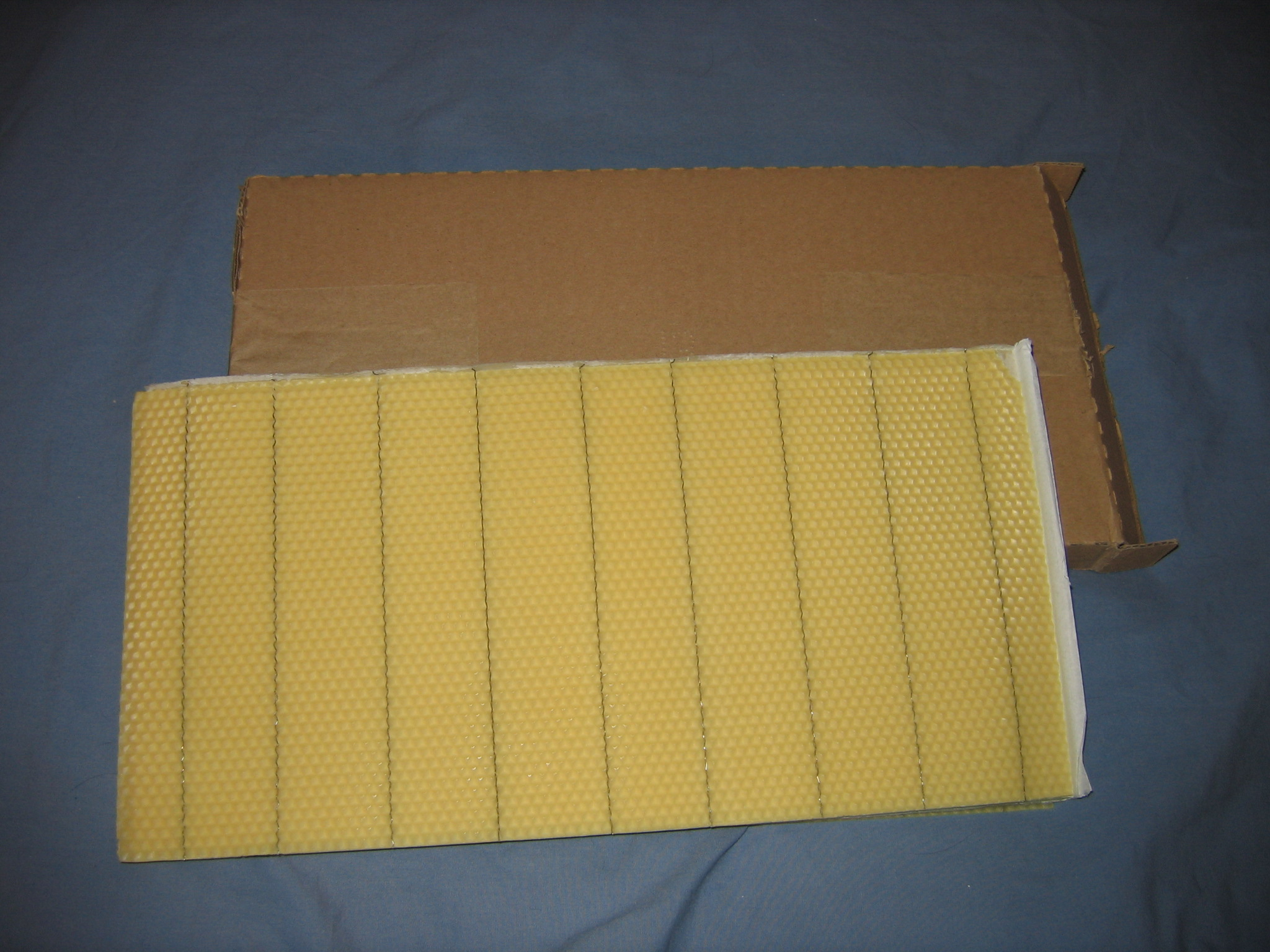
Лист армованої вощини на картонній упаковці.

Вощина — тонка воскова пластина із видавленими шестикутниками, які будуть основою бджолиних стільників. Використовується у бджільництві. Після нарощування вуликову рамку додають у вулик, і бджолам  легше тоді відбудовувати стільники. Винайдення вощини вважається одним з найважливіших винаходів у сучасному бджільництві.
Стільники, побудовані на вощині, мають низку переваг у порівнянні із природними стільниками:
- Процес будівництва стільників потребує значно менше часу та енергії, тому бджоли швидше переключаються на виготовлення і добування меду.
- Зменшується кількість трутневих комірок, тому у вулику вирощуватиметься менше трутнів.
- Комірки мають товстішу основу зі штучної вощини, яка до того ж кріпиться до рамки за допомогою дроту, тому стільники менше пошкоджуються при відкачуванні меду та підвищених температурах.

## Історія

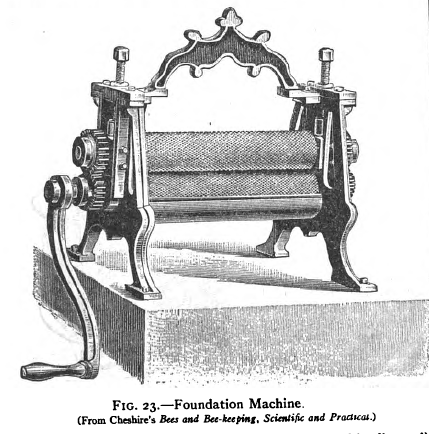
Прес для виготовлення вощини. Ілюстрація з енциклопедії Британіки (1911 рік).

Вперше штучну вощину винайшов німець Йоганнес Меринг у 1857 році, незадовго після того, як Лангстрот сконструював свій вулик (1851).
Спочатку штучну вощину виготовляли на воскопресі. Перші пресформи виготовлялися із деревини, потім їх могли виготовляти із будівельних сумішей, цементу і врешті з металу, який використовують і понині. Пасічник Самуель Вагнер винайшов ролики для виготовлення вощини, але ніколи не користувався ними; в 1875 році перші придатні для використання вальці розробили Амос Рут та точний механік Альва Вашбурн. У 1895 році винахідник із Детройта Едвард Від винайшов вальці, які можуть робити вощину у вигляді рулону.

## Використання

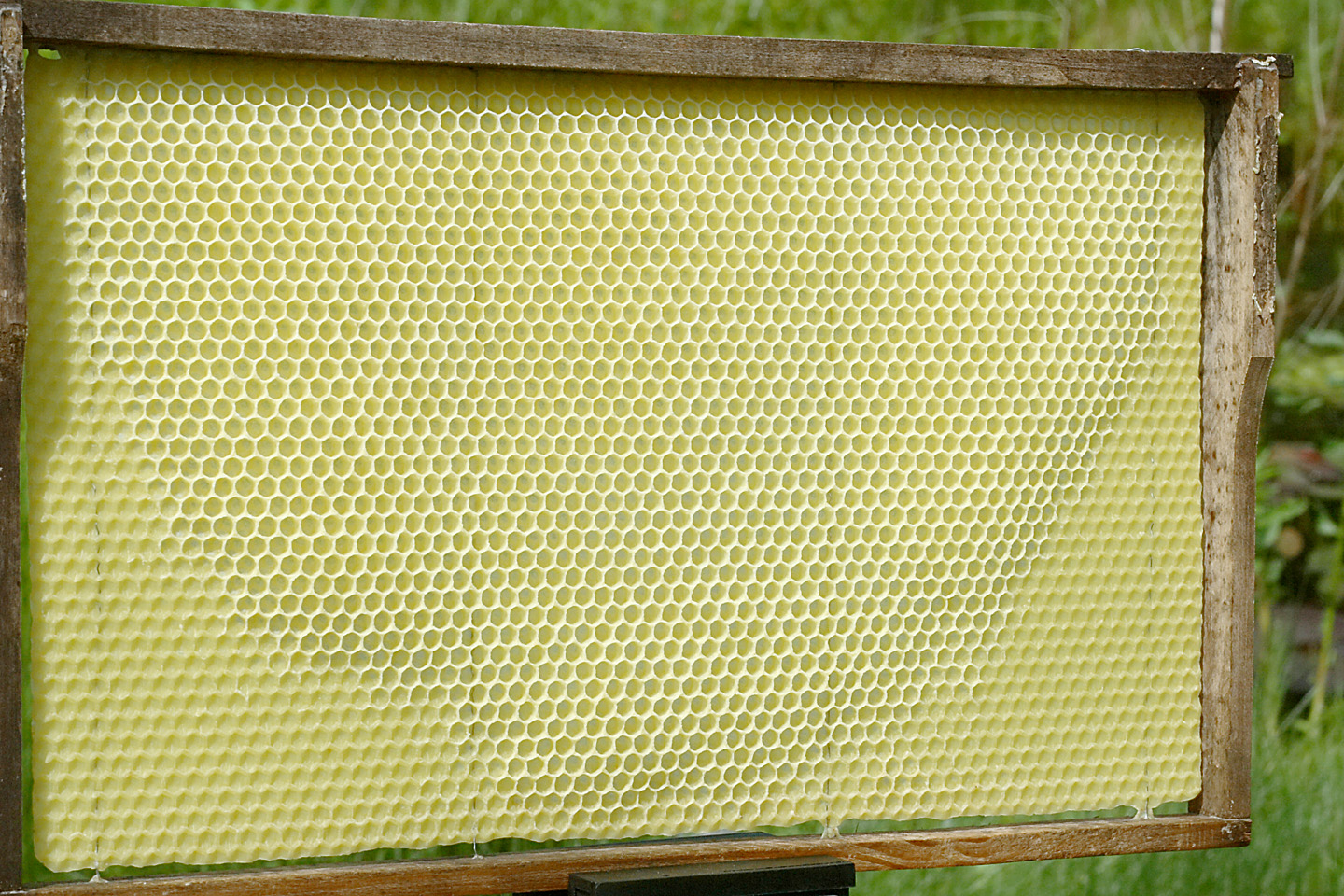
Штучна вощина на ранній стадії відбудовування стільників.

Рамка має бути виготовленою так, щоб в неї можна було закріпити лист штучної вощини. Лист прикріплюють до натягненого дроту в рамці за допомогою нагрітої шпори, або електричним струмом. Також виготовляється армована штучна вощина із вбудованими дротами, її достатньо просто встановити у рамку.
Якщо планується виготовлення стільникового меду, в спеціальні рамки не натягують металевий дріт, а прикріпляють вощину безпосередньо до країв рамок. Для виробництва стільникового меду рекомендується використовувати спеціальні тонкі листи вощини.
В Україні ще за радянських часів були прийняті стандартні розміри рамок, для яких випускають стандартні листи штучної вощини. Для стандартних рамок Дадана (435 × 300 мм) виготовляють вощину із розмірами 410 × 270 мм, і для вкорочених рамок для багатокорпусних вуликів (435 × 230 мм) розміром 410 × 200 мм.

## Трутнева вощина
Для вирощування трутнів випускається вощина із комірками більшого розміру. Їхній діаметр 7 мм.  Виготовляється для встановлення у високопродуктивні сім'ї, від яких потрібно отримати велику кількість племінних трутнів для запліднення маток зі своєї пасіки, а також для покращення генофонду навколишніх пасік.